# Seewirt (Thumsee)

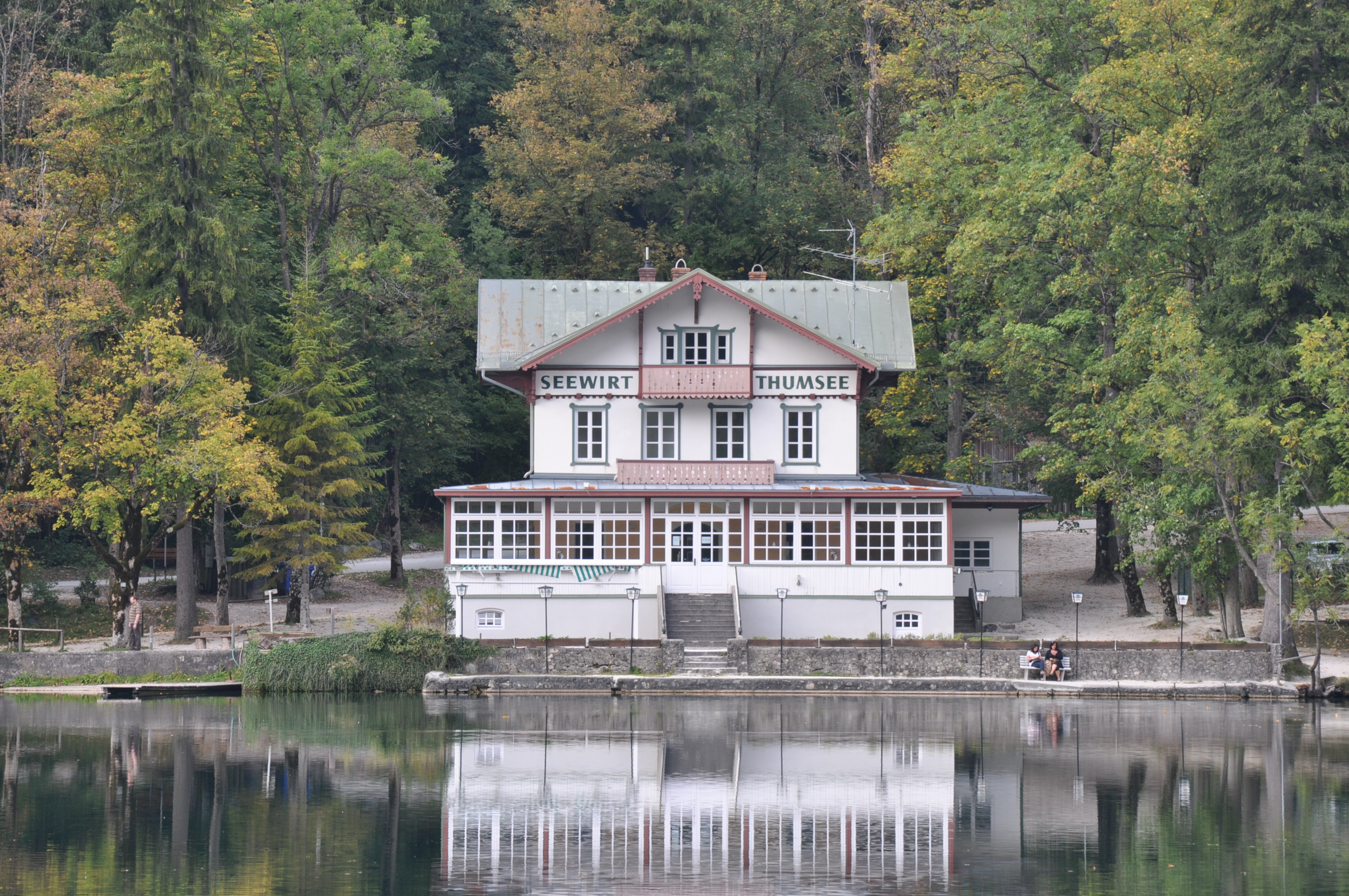
Seewirt vor der Renovierung im Herbst 2011

Das Gasthaus Seewirt (auch: Seewirt am Thumsee) am Thumsee in der oberbayerischen Stadt Bad Reichenhall ist eine Villa aus dem späten 19. Jahrhundert.
Das Gebäude steht unter Denkmalschutz und ist unter der Nummer D-1-72-114-221 in die Bayerische Denkmalliste eingetragen.

## Geschichte
Das Gebäude wurde 1873 als Villa Pachmayr errichtet. Die Familie Pachmayr war bis in die 1980er Jahre auch Eigentümer des Thumsees.
1901 verbrachte Sigmund Freud mit seiner Familie den Sommer in der Villa Pachmayr. Freud mietete sich in der Villa ein und suchte – als einer der ersten Gäste überhaupt am Thumsee – die Ruhe in einiger Entfernung zum bekannten Kur- und Fremdenverkehrsort Bad Reichenhall.
Sigmund Freuds Sohn Martin erinnerte sich in seiner 1957 in den Vereinigten Staaten erschienenen Autobiografie an einen Vorfall während der letzten Tage des Aufenthalts am Thumsee. Dabei wurden er und sein Bruder Oliver von Passanten als „Israeliten“ beschimpft und ihnen unterstellt, sie würden Fische aus dem See stehlen. Kurz darauf wurden sie, gemeinsam mit ihrem Vater, mit antisemitischen Schimpfwörtern beleidigt.

„Dieses häßliche Ereignis machte einen tiefen Eindruck auf mich. Der Eindruck war so stark, dass ich mich selbst nach fünfundfünfzig Jahren noch genau an den Ausdruck von rassistischem Hass auf den Gesichtern dieser Wegelagerer erinnern kann. Die Zeit hat zweifellos ihre Konturen getrübt, aber nicht verwischt, sie bleiben unmenschlich und wüst.“

Ein solches Vorkommnis war – 40 Jahre vor dem Holocaust – im Europa des Fin de Siècle keine Seltenheit. In dem von internationalen Gästen stark frequentierten Kur- und Urlaubsort Bad Reichenhall war dies jedoch eine Ausnahme, denn bis dahin hatte es rassistisch oder religiös motivierte Diffamierung und Ausgrenzung kaum gegeben. Hier galten eher die sozialen Kriterien, also wer sich einen Aufenthalt leisten konnte, war willkommen. Weniger betuchten Gäste blieb der Zutritt zur Welt der Reichen und Schönen ohnehin verwehrt.
Zwischen 1980 und 2010 war der Seewirt nicht durchgehend bewirtet. Nach einem Verkauf des Thumsees samt Seewirt wurde dieser durch den neuen Eigentümer saniert. Das Gebäude wurde teils entkernt, sanitäre Anlagen und Elektrik modernisiert und die Terrasse erneuert. Während der Bauarbeiten entstand 2011 ein Brand des Dachstuhls, der jedoch nur lokal begrenzt war und den das Gebäude mit geringen Schäden überstand. 2013 konnte die Gaststätte nach mehrjährigem Umbau wieder eröffnet werden.

## Baubeschreibung
Es handelt sich um einen zweigeschossigen Kreuzgiebelbau mit vorstehenden Flachsatteldächern über Zierbalken und Zierfachwerk. Im Erdgeschoss befindet sich eine umlaufende Loggia.